# Patrick Avrane
Patrick Avrane est un psychanalyste et écrivain français.

## Biographie
Psychanalyste, il est l'ancien président et l'actuel vice-président de la Société de psychanalyse freudienne. En 2002 sa biographie de Barbey d'Aurevilly, parue chez Desclée de Brouwer, est récompensée par le prix littéraire du Cotentin. Spécialiste des rapports entre littérature et psychanalyse, il est l'auteur de deux livres consacrés à Jules Verne et d'une notice sur les liens entre Honoré de Balzac et Freud, dans le Dictionnaire Freud.

## Œuvres
- Un divan pour Phileas Fogg, Aubier, 1988
- Jules Verne, Stock, 1997[5]
- Barbey d'Aurevilly, Desclée de Brouwer, 2000
- Un enfant chez le psychanalyste, Audibert, 2003
- Barbey d'Aurevilly, solitaire et singulier, Campagne Première, 2005
- Sherlock Holmes & Cie, détectives freudiens, Audibert, 2005[6]
- Drogues et alcool, un regard psychanalytique, Campagne Première, 2007
- Les Timides, Éditions du Seuil, 2007
- La Gourmandise, Freud aux fourneaux, Éditions du Seuil, 2009
- Les Imposteurs, tromper son monde, se tromper soi-même, Éditions du Seuil, 2009
- Rêver, croire, penser autour d'Hélène Cixous, Campagne Première, 2010
- Les Chagrins d'amour, un moment de vérité, Éditions du Seuil, 2012
- Sherlock Holmes & Cie, détectives de l'inconscient, Campagne Première, 2012
- Les Pères encombrants, PUF, 2013[7]
- Petite psychanalyse de l'argent, PUF, 2015[8]
- Maisons, quand l'inconscient habite les lieux, PUF, 2020